# Fugitive Slave Act (1850)

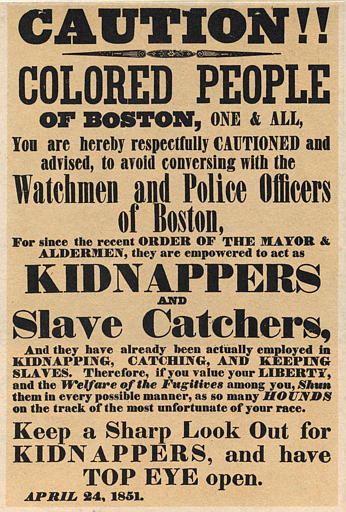
Bostoner Plakat aus dem Jahre 1851, das Afroamerikaner davor warnte, mit Polizisten in Kontakt zu treten, weil diese entflohene Sklaven entführen dürften.

Der Fugitive Slave Act war ein US-amerikanisches Bundesgesetz, das die Exekutive der Nordstaaten zwang, entlaufene Sklaven ihren Besitzern in den Südstaaten wieder zu übergeben. Das Gesetz wurde vom Kongress am 18. September 1850 verabschiedet. Er folgte dem Fugitive Slave Act von 1793 und war Teil eines Kompromissversuches zwischen den Nord- und den Südstaaten und einer der umstrittensten Teile dieses Kompromisspaketes. In den Nordstaaten erhöhte es die Furcht vor einer konspirativen Verschwörung der sklavenhaltenden Südstaaten.
Innerhalb der schwarzen Bevölkerung im Norden und der Abolitionistenbewegung regte sich gegen das Gesetz großer Protest, der sich in der Personenkritik vor allem gegen Präsident Millard Fillmore, der das Gesetz unterzeichnete, und den die Sklaverei befürwortenden Außenminister Daniel Webster richtete. Abolitionisten nannten das Gesetz abschätzig Bluthundgesetz. Es kam zu Solidaritätsaktionen und Befreiungen von eingefangenen geflohenen Sklaven. Das Oberste Gericht des Bundesstaates Wisconsin erklärte das Gesetz 1854 in einer Verhandlung über eine Gefangenenbefreiung wegen Verstößen gegen die Verfassung für ungültig. Der Oberste Gerichtshof der Vereinigten Staaten erklärte die Entscheidung von Wisconsin jedoch 1859 für nicht zulässig (Ableman v. Booth).
Das Gesetz fand letztlich in den Nordstaaten nur relativ selten Anwendung. Eine Reihe von Nordstaaten erließen im Rahmen ihrer Möglichkeiten ergänzende Verordnungen, die beispielsweise verlangten, dass ein Geschworenengericht befinden musste, ob es sich bei jemandem tatsächlich um einen entflohenen Sklaven handelte. Andere Staaten untersagten, dass in lokalen Gefängnissen entflohene Sklaven festgesetzt werden durften, um ihren Rücktransport zu organisieren. Für alle entflohenen Sklaven, die sich in den Nordstaaten niedergelassen hatten, war das Gesetz jedoch existenzbedrohend. Viele von ihnen flohen weiter nach Norden – nicht zuletzt mithilfe der Underground Railroad – und ließen sich in Kanada nieder.